# Erich Schmidt (Politiker, 1943)
Erich Schmidt (* 14. August 1943 in Wien; † 29. Jänner 2019) war ein österreichischer Politiker (SPÖ) und Unternehmer.

## Leben
Nach dem Besuch der Volksschule und des Bundesrealgymnasiums mit Matura im Jahr 1961 studierte er an der Universität Wien. In dieser Zeit war er auch Bundesobmann des Verbandes Sozialistischer Mittelschüler. Beschäftigt war er anschließend am Institut für Höhere Studien und ab 1970 in der Volkswirtschaftlichen Abteilung des Österreichischen Gewerkschaftsbundes. 1976 wurde er deren Leiter.
Von 1979 bis 1988 war er Abgeordneter zum Nationalrat. Von 1983 bis 1986 bekleidete er in der Bundesregierung Sinowatz daneben die Funktion eines Staatssekretärs im Bundesministerium für Handel, Gewerbe und Industrie. 1986 bis 1987 war er in der Bundesregierung Vranitzky I Bundesminister für Land- und Forstwirtschaft.
Nachdem 1985 unter seinem Vorgänger Günter Haiden der Weinskandal die österreichische Weinwirtschaft erschüttert hatte, wurde unter seiner Federführung das „strengste Weingesetz der Welt“ erlassen und es wurden scharfe Kontrollen eingeführt. Qualitätswein musste mit einer staatlichen Banderole gekennzeichnet werden. Als 1987 das Landwirtschaftsministerium in der Bundesregierung Vranitzky II wieder der ÖVP zufiel, legte er auch sein Nationalratsmandat zurück.
Ab 1987 war er Unternehmer. Durch sein Engagement in Osteuropa  geriet er in Schwierigkeiten. Im Mai 1999 musste er Privatkonkurs anmelden. Ein drohendes Strafverfahren wurde von Bundespräsident Thomas Klestil niedergeschlagen. Er wurde am Esslinger Friedhof bestattet.